# Esmee Visser
Esmee Michelle Visser (Leiden, 27 januari 1996) is een Nederlands langebaanschaatsster woonachtig te Beinsdorp en tussen 2020 en 2023 uitkomend voor Team IKO. Ze is gespecialiseerd in de lange afstanden. Visser werd in 2018 Europees kampioene op de 3000 meter en olympisch kampioene op de 5000 meter. Bij de KPN NK afstanden 2020, gehouden in Thialf, won Visser de 3000 en 5000 meter.

## Carrière

### vanaf 2014/2015
Visser debuteerde in december 2014 tijdens het NK Allround 2015 waar ze als zeventiende van de 24 deelnemers eindigde. Ze schaatste vanaf seizoen 2016/2017 bij Team Plantina en is lid van IJsclub Nut & Vermaak uit Leimuiden. Ook Bob de Jong is lid van deze schaatsvereniging.
Op het WK junioren 2015 in Warschau won Visser goud op de ploegenachtervolging, samen met Sanneke de Neeling en Melissa Wijfje. Vanaf seizoen 2016/2017 maakte Visser deel uit van de marathonploeg Port of Amsterdam/SKITS.

### 2017/2018 &Pyeongchang 2018

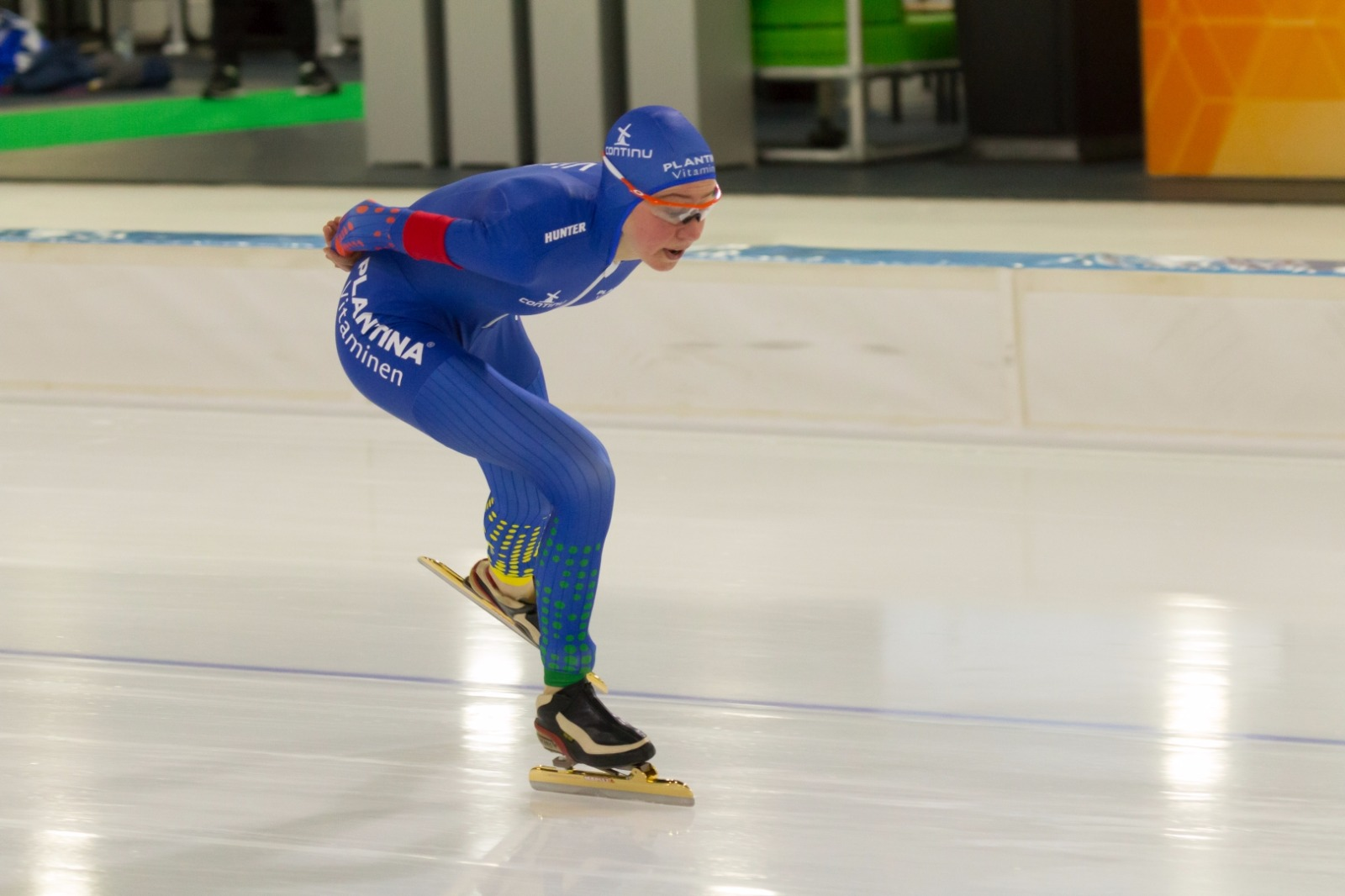
Visser (OKT Heerenveen 2017)

Via het NK Afstanden op 29 oktober 2017 wist Visser zich te plaatsen voor de enige WB-wedstrijd over 5000 meter met een persoonlijk record. Bij haar wereldbekerdebuut op 19 november 2017 in Stavanger scherpte ze in de B-groep haar persoonlijk record aan tot 6.58,04. Ze won hiermee de B-groep en was tevens sneller dan de drie Nederlandse vrouwen in de A-groep.
Bij de eerste Europese kampioenschappen afstanden in Kolomna op 6 januari 2018 won Visser de gouden medaille op de 3000 meter in een persoonlijk record van 4.05,31.
Tijdens het kwalificatietoernooi voor de Olympische Winterspelen van 2018 in Pyeongchang nam Visser deel aan zowel de 3000 als de 5000 meter. Ze plaatste zich voor de 5000 meter door met een persoonlijk record tweede te worden op die afstand, en behaalde - met een persoonlijk- en baanrecord - goud in Pyeongchang. Na deze prestatie zat Visser tijdens de halve finale van de massastart naast de 37-jarige Ivanka Trump, de dochter van toenmalig Amerikaanse president Donald Trump.

### Na 2018
Bij haar nieuwe team TalentNED onder leiding van Peter Kolder mocht Visser voor het eerst in de A-groep rijden bij de wereldbekers op de 3000 en 5000 meter. Tijdens de NK Afstanden reed Visser naar een 4e plaats op de 3000 meter en won ze de 5000 meter. Op het NK Allround eindigde ze 3e in het eindklassement door op de 5000 meter het baanrecord aan te scherpen tot 6.47,47. Bij de WK afstanden eindigde ze als tweede achter de Tsjechische Martina Sáblíková op de 5000 meter in een tijd van 6.46.14. Tijdens de wereldbekerfinale in Salt Lake City reed ze op de 3000 meter het Nederlands record van Renate Groenewold uit de boeken en scherpte het aan tot 3.54.02. Deze tijd werd eind 2021 verbeterd door Irene Schouten. Op het OKT 2022 slaagde Visser er niet in om zich te plaatsen voor de olympische vijf kilometer en haar titel te verdedigen. In het seizoen 2022-2023 kwam ze pas in maart in actie, dankzij een mysterieuze ziekte en een heupblessure. In het seizoen 2023-2024 gaat ze rijden bij de opleidingsploeg Team FrySk, maar blijft ze op een licentie van Team IKO rijden. Ze zal dus financieel en medisch door IKO worden ondersteund, en bij FrySk in Leeuwarden weer het plezier in het wedstrijdschaatsen mogen terugvinden.

## Persoonlijk
Naast haar schaatscarrière werkt Visser als omgevingsmanager en adviseur duurzaamheid. Eerder studeerde Visser af in de farmaceutische wetenschappen aan de Vrije Universiteit Amsterdam. Ze heeft een relatie met oud-Jumbo-Visma-wielrenner Daan Olivier.

## Records

### Persoonlijke records[8]
| Afstand    | Tijd    | Datum            | Baan           |
| ---------- | ------- | ---------------- | -------------- |
| 500 meter  | 41,42   | 25 januari 2020  | Heerenveen     |
| 1000 meter | 1.19,81 | 19 januari 2019  | Heerenveen     |
| 1500 meter | 1.57,69 | 27 januari 2019  | Heerenveen     |
| 3000 meter | 3.54,02 | 9 maart 2019     | Salt Lake City |
| 5000 meter | 6.45,73 | 23 februari 2019 | Calgary        |

### Baanrecords
| Baan                | Afstand | Tijd    | Datum            |
| ------------------- | ------- | ------- | ---------------- |
| Gangneung           | 5000 m  | 6.50,23 | 16 februari 2018 |
| Tomaszów Mazowiecki | 5000 m  | 7.05,18 | 9 december 2018  |
| Haarlem             | 5000 m  | 7.20,69 | 11 februari 2024 |

## Resultaten
| Jaar | NK Afstanden                  | NK Allround            | EK Afstanden | WK Afstanden     | Olympische Spelen     | Wereldbeker                           | WK Junioren | NK Junioren |
| ---- | ----------------------------- | ---------------------- | ------------ | ---------------- | --------------------- | ------------------------------------- | ----------- | ----------- |
| 2014 |                               |                        |              |                  |                       |                                       |             | 9e allround |
| 2015 |                               | 17e (22e, 17e, 20e, -) |              |                  |                       | 22e 1500m · 07e 3000m · achtervolging | 4e allround |             |
| 2016 | 21e 1500m 16e 3000m           | 11e (20e, 10e, 11e, -) |              |                  |                       |                                       |             |             |
| 2017 | 18e 1500m 09e 3000m 06e 5000m | 12e (20e, 9e, 12e, -)  |              |                  |                       |                                       |             |             |
| 2018 | 11e 3000m 05e 5000m           |                        | 3000m        |                  | 5000m                 | 31e 3km/5km                           |             |             |
| 2019 | 4e 3000m · 5000m              | · (17e, , 5e, )        |              | 5000m            |                       | 3km/5km · 26e massastart              |             |             |
| 2020 | 11e 1500m · 3000m · 5000m     | NS3 (16e, 5e, DNS, -)  | 3000m        | 5e 3000m · 5000m | 45e 1500m 10e 3km/5km |                                       |             |             |
| 2021 | 11e 3000m 4e 5000m            | 8e · (20e, 4e, 16e, )  |              |                  |                       |                                       |             |             |
| 2022 | 12e 3000m 7e 5000m            |                        |              |                  |                       |                                       |             |             |
|      |                               |                        |              |                  |                       |                                       |             |             |
| 2024 | 15e 3000m 10e 5000m           | 12e (19e, 8e, 10e, -)  |              |                  |                       |                                       |             |             |
| 2025 |                               | 16e (20e, 13e, 16e, -) |              |                  |                       |                                       |             |             |

1988: Yvonne van Gennip ·
1992: Gunda Niemann ·
1994: Claudia Pechstein ·
1998: Claudia Pechstein ·
2002: Claudia Pechstein ·
2006: Clara Hughes ·
2010: Martina Sáblíková ·
2014: Martina Sáblíková ·
2018: Esmee Visser ·
2022: Irene Schouten